# Іскандаров Джурабек
Джурабе́к Ісканда́ров (нар. 23 лютого 1902, кишлак Хамірчуй (Хамірджуй) Скобелевського повіту Ферганської області, тепер Республіка Узбекистан — 22 листопада 1979, місто Душанбе, тепер Республіка Таджикистан) — радянський діяч, 2-й секретар ЦК КП(б) Таджикистану, 1-й секретар Сталінабадського обласного комітету КП(б) Таджикистану, голова Таджицької республіканської Ради профспілок. Депутат Верховної Ради СРСР 1—5-го скликань (1937—1962).

## Біографія
Народився в селянській родині. У вересні 1921 — травні 1923 року — учитель кишлачної школи в Хамірчуї Ферганської області.
У травні 1923 — червні 1925 року — голова кишлачної ради кишлаку Хамірчуй Ферганської області.
З червня 1925 по лютий 1926 року — старший міліціонер, начальник кримінального розшуку Канібадамської районної робітничо-селянської міліції в к. Кучак Таджицької АРСР.
У лютому 1926 — серпні 1927 року — голова кишлачної ради кишлаку Шур-Курган Канібадамського району.
Член ВКП(б) з липня 1927 року.
У серпні 1927 — травні 1928 року — начальник Канібадамського районного земельного відділу Таджицької АРСР. У травні 1928 — січні 1930 року — завідувач Канібадамського районного земельного відділу Таджицької РСР.
У січні 1930 — вересні 1931 року — відповідальний секретар Канібадамского районного (міського) комітету КП(б) Таджикистану.
З вересня 1931 по вересень 1933 року — студент Комуністичного університету трудящих Сходу імені Сталіна в Москві, закінчив два курси.
У вересні 1933 — січні 1935 року — начальник політичного відділу Лакайточицької машинно-тракторної станції (МТС) Кокташського району Таджицької РСР.
У січні 1935 — лютому 1936 року — 1-й секретар Кокташського районного комітету КП(б) Таджикистану.
У лютому 1936 — жовтні 1937 року — 1-й секретар Пархарського районного комітету КП(б) Таджикистану.
4 жовтня 1937 — червень 1938 року — 2-й секретар ЦК КП(б) Таджикистану.
У серпні 1938 — серпні 1939 року — директор Курган-Тепинської машинно-тракторної станції (МТС) міста Курган-Тюбе Таджицької РСР.
У серпні 1939 — березні 1940 року — начальник Управління бавовництва Народного комісаріату землеробства Таджицької РСР.
У березні 1940 — червні 1946 року — 2-й секретар Сталінабадського обласного комітету КП(б) Таджикистану. Одночасно був заступником начальника управління будівництва Великого Памірського тракту імені Сталіна з політичної частини.
У червні 1946 — квітні 1948 року — 1-й секретар Сталінабадського обласного і міського комітетів КП(б) Таджикистану.
У квітні — листопаді 1948 року — заступник секретаря ЦК КП(б) Таджикистану з тваринництва, завідувач сільськогосподарського відділу ЦК КП(б) Таджикистану.
З листопада 1948 по грудень 1949 року — слухач річних курсів перепідготовки при ЦК ВКП(б) у Москві.
У грудні 1949 — квітні 1951 року — завідувач транспортного відділу ЦК КП(б) Таджикистану.
У квітні 1951 — серпні 1956 року — заступник голови Ради міністрів (РМ) Таджицької РСР.
У серпні 1956 — жовтні 1957 року — міністр радгоспів Таджицької РСР.
З жовтня 1957 по березень 1962 року — голова Таджицької республіканської Ради профспілок.
З березня 1962 року — на пенсії. У березні 1962 — грудні 1966 року — радник Ради міністрів Таджицької РСР. У грудні 1966 — жовтні 1969 року — референт Управління справами РМ Таджицької РСР.
У жовтні 1969 — липні 1971 року — директор Таджицького філіалу Всесоюзного об'єднання «Союзкварцсамоцвіти» РМ Таджицької РСР.
З липня 1971 року — персональний пенсіонер союзного значення в місті Душанбе.

## Нагороди
- чотири ордени Леніна (24.02.1948,)
- три ордени Трудового Червоного Прапора (25.04.1941,)
- орден Вітчизняної війни ІІ ст.
- ордени
- медалі